# Đối chiếu quân hàm các quốc gia tham chiến trong Thế chiến thứ hai
Bảng dưới đây đưa ra sự so sánh tương đương cấp bậc sĩ quan của các cường quốc khối Đồng minh và phe Trục trong Thế chiến thứ hai. Tuy vậy, không phải tất cả các quốc gia tham chiến đều được hiển thị trong bảng. Đối với các cấp bậc hiện đại, xin tham khảo thêm Đối chiếu cấp bậc quân sự.

## Bảng so sánh
| Nhật Bản                     | Cấp tướng                        | Cấp tướng                  | Cấp tướng                                               | Cấp tướng                                               | Cấp tướng                                               | Cấp tướng                                               | Cấp tướng                                               | Cấp tướng                                               | Cấp tướng                                      | Cấp tướng                                          | Cấp tướng                                       | Cấp tá                | Cấp tá                | Cấp tá               | Cấp tá                            | Cấp tá                 | Cấp úy                   | Cấp úy                             | Cấp úy                             | Cấp úy                             | Cấp úy                             | Cấp úy                             | Cấp úy                             | Cấp úy                              | Cấp úy                              | Cấp úy                              | Cấp úy                              | Cấp úy                              | Cấp úy                              | Cấp úy                            | Ứng viên - Học viên sĩ quan       | Ứng viên - Học viên sĩ quan     | Ứng viên - Học viên sĩ quan     | Ứng viên - Học viên sĩ quan | Ứng viên - Học viên sĩ quan |                 |
| Lục quân                     | Daigensui-Riku-Hai-gun-Taishō    |                            |                                                         |                                                         |                                                         |                                                         |                                                         |                                                         |                                                |                                                    | Không thành lập                                 |                       |                       |                      |                                   |                        |                          |                                    |                                    |                                    |                                    |                                    |                                    |                                     |                                     |                                     |                                     |                                     |                                     |                                   |                                   |                                 |                                 | Không thành lập             | Không thành lập             |                 |
| Lục quân                     | Daigensui-Riku-Hai-gun-Taishō    | Gensui-Rikugun-Taishō      | Rikugun-Taishō                                          | Rikugun-Taishō                                          | Rikugun-Taishō                                          | Rikugun-Taishō                                          | Rikugun-Taishō                                          | Rikugun-Taishō                                          | Rikugun-Chūjō                                  | Rikugun-Shōshō                                     | Không thành lập                                 | Rikugun-Taisa         | Rikugun-Taisa         | Rikugun-Taisa        | Rikugun-Chūsa                     | Rikugun-Shōsa          | Rikugun-Tai-i            | Rikugun-Tai-i                      | Rikugun-Chūi                       | Rikugun-Chūi                       | Rikugun-Chūi                       | Rikugun-Chūi                       | Rikugun-Chūi                       | Rikugun-Chūi                        | Rikugun-Shōi                        | Rikugun-Shōi                        | Rikugun-Shōi                        | Rikugun-Shōi                        | Rikugun-Shōi                        | Rikugun-Shōi                      | Jun-i                             | Jun-i                           | Jun-i                           | Không thành lập             | Không thành lập             |                 |
| Hải quân                     | Daigensui-Riku-Hai-gun-Taishō    |                            |                                                         |                                                         |                                                         |                                                         |                                                         |                                                         |                                                |                                                    | Không thành lập                                 |                       |                       |                      |                                   |                        |                          |                                    |                                    |                                    |                                    |                                    |                                    |                                     |                                     |                                     |                                     |                                     |                                     |                                   |                                   |                                 |                                 |                             |                             |                 |
| Gensui-kaigun-Taishō         | Daigensui-Riku-Hai-gun-Taishō    | Kaigun-Taishō              | Kaigun-Taishō                                           | Kaigun-Taishō                                           | Kaigun-Taishō                                           | Kaigun-Taishō                                           | Kaigun-Taishō                                           | Kaigun-Chūjō                                            | Kaigun-Shōshō                                  | Kaigun-Daisa                                       | Kaigun-Daisa                                    | Kaigun-Daisa          | Kaigun-Chūsa          | Kaigun-Shōsa         | Kaigun-Dai-i                      | Kaigun-Dai-i           | Kaigun-Chūi              | Kaigun-Chūi                        | Kaigun-Chūi                        | Kaigun-Chūi                        | Kaigun-Chūi                        | Kaigun-Chūi                        | Kaigun-Shōi                        | Kaigun-Shōi                         | Kaigun-Shōi                         | Kaigun-Shōi                         | Kaigun-Shōi                         | Kaigun-Shōi                         | Hēsōchō                             | Hēsōchō                           | Hēsōchō                           | Kaigun shōi kōhosei             | Kaigun shōi kōhosei             | Kaigun shōi kōhosei         | Kaigun shōi kōhosei         |                 |
| Trung Quốc                   | Cấp tướng                        | Cấp tướng                  | Cấp tướng                                               | Cấp tướng                                               | Cấp tướng                                               | Cấp tướng                                               | Cấp tướng                                               | Cấp tướng                                               | Cấp tướng                                      | Cấp tướng                                          | Cấp tướng                                       | Cấp tá                | Cấp tá                | Cấp tá               | Cấp tá                            | Cấp tá                 | Cấp úy                   | Cấp úy                             | Cấp úy                             | Cấp úy                             | Cấp úy                             | Cấp úy                             | Cấp úy                             | Cấp úy                              | Cấp úy                              | Cấp úy                              | Cấp úy                              | Cấp úy                              | Cấp úy                              | Cấp úy                            | Dự bị sĩ quan                     | Dự bị sĩ quan                   | Dự bị sĩ quan                   | Dự bị sĩ quan               | Dự bị sĩ quan               |                 |
| · Lục quân ·                 | Teji shangjiang                  | Teji shangjiang            |                                                         |                                                         |                                                         |                                                         |                                                         |                                                         |                                                |                                                    | Không thành lập                                 |                       |                       |                      |                                   |                        |                          |                                    |                                    |                                    |                                    |                                    |                                    |                                     |                                     |                                     |                                     |                                     |                                     |                                   |                                   |                                 |                                 | Không thành lập             | Không thành lập             |                 |
| · Lục quân ·                 | Teji shangjiang                  | Teji shangjiang            | Yiji shangjiang                                         | Yiji shangjiang                                         | Yiji shangjiang                                         | Erji shangjiang                                         | Erji shangjiang                                         | Erji shangjiang                                         | Zhongjiang                                     | Shaojiang                                          | Không thành lập                                 | Shangxiao             | Shangxiao             | Shangxiao            | Zhongxiao                         | Shaoxiao               | Shangwei                 | Shangwei                           | Zhongwei                           | Zhongwei                           | Zhongwei                           | Zhongwei                           | Zhongwei                           | Zhongwei                            | Shaowei                             | Shaowei                             | Shaowei                             | Shaowei                             | Shaowei                             | Shaowei                           | Zhunwei                           | Zhunwei                         | Zhunwei                         | Không thành lập             | Không thành lập             |                 |
| · Không quân ·               | Teji shangjiang                  | Teji shangjiang            |                                                         |                                                         |                                                         |                                                         |                                                         |                                                         |                                                |                                                    | Không thành lập                                 |                       |                       |                      |                                   |                        |                          |                                    |                                    |                                    |                                    |                                    |                                    |                                     |                                     |                                     |                                     |                                     |                                     |                                   |                                   |                                 |                                 | Không thành lập             | Không thành lập             |                 |
| Yiji shangjiang              | Yiji shangjiang                  | Yiji shangjiang            | Erji shangjiang                                         | Erji shangjiang                                         | Erji shangjiang                                         | Zhongjiang                                              | Shaojiang                                               | Shangxiao                                               | Shangxiao                                      | Shangxiao                                          | Không thành lập                                 | Zhongxiao             | Shaoxiao              | Shangwei             | Shangwei                          | Zhongwei               | Zhongwei                 | Zhongwei                           | Zhongwei                           | Zhongwei                           | Zhongwei                           | Shaowei                            | Shaowei                            | Shaowei                             | Shaowei                             | Shaowei                             | Shaowei                             | Zhunwei                             | Zhunwei                             | Zhunwei                           |                                   |                                 |                                 | Không thành lập             | Không thành lập             |                 |
| Hải quân                     | Teji shangjiang                  | Teji shangjiang            |                                                         |                                                         |                                                         |                                                         |                                                         |                                                         |                                                |                                                    |                                                 |                       |                       |                      |                                   |                        |                          |                                    |                                    |                                    |                                    |                                    |                                    |                                     |                                     |                                     |                                     |                                     |                                     |                                   |                                   |                                 |                                 |                             |                             |                 |
| Yiji shangjiang              | Yiji shangjiang                  | Yiji shangjiang            | Erji shangjiang                                         | Erji shangjiang                                         | Erji shangjiang                                         | Zhongjiang                                              | Shaojiang                                               | Daijiang                                                | Shangxiao                                      | Shangxiao                                          | Shangxiao                                       | Zhongxiao             | Shaoxiao              | Shangwei             | Shangwei                          | Zhongwei               | Zhongwei                 | Zhongwei                           | Zhongwei                           | Zhongwei                           | Zhongwei                           | Shaowei                            | Shaowei                            | Shaowei                             | Shaowei                             | Shaowei                             | Shaowei                             | Zhunwei                             | Zhunwei                             | Zhunwei                           | Junxiaosheng                      | Junxiaosheng                    |                                 |                             |                             |                 |
| Đức                          | Cấp tướng                        | Cấp tướng                  | Cấp tướng                                               | Cấp tướng                                               | Cấp tướng                                               | Cấp tướng                                               | Cấp tướng                                               | Cấp tướng                                               | Cấp tướng                                      | Cấp tướng                                          | Cấp tướng                                       | Cấp tá                | Cấp tá                | Cấp tá               | Cấp tá                            | Cấp tá                 | Cấp úy                   | Cấp úy                             | Cấp úy                             | Cấp úy                             | Cấp úy                             | Cấp úy                             | Cấp úy                             | Cấp úy                              | Cấp úy                              | Cấp úy                              | Cấp úy                              | Cấp úy                              | Cấp úy                              | Cấp úy                            | Dự bị sĩ quan                     | Dự bị sĩ quan                   | Dự bị sĩ quan                   | Dự bị sĩ quan               | Dự bị sĩ quan               |                 |
| Lục quân                     | Reichsmarschall                  |                            |                                                         |                                                         |                                                         |                                                         |                                                         |                                                         |                                                |                                                    |                                                 |                       |                       |                      |                                   |                        |                          |                                    |                                    |                                    |                                    |                                    |                                    |                                     |                                     |                                     |                                     |                                     |                                     |                                   |                                   |                                 |                                 |                             |                             |                 |
| Lục quân                     | Reichsmarschall                  | General-feldmarschall      | Generaloberst                                           | Generaloberst                                           | Generaloberst                                           | Generaloberst                                           | Generaloberst                                           | Generaloberst                                           | General der Waffengattung                      | Generalleutnant                                    | Generalmajor                                    | Oberst                | Oberst                | Oberst               | Oberstleutnant                    | Major                  | Hauptmann                | Hauptmann                          | Oberleutnant                       | Oberleutnant                       | Oberleutnant                       | Oberleutnant                       | Oberleutnant                       | Oberleutnant                        | Leutnant                            | Leutnant                            | Leutnant                            | Leutnant                            | Leutnant                            | Leutnant                          | Fahnenjunker-Stabsfeldwebel       | Fahnenjunker-Oberfeldwebel      | Fahnenjunker-Feldwebel          | Fahnenjunker-Unterfeldwebel | Fahnenjunker-Unteroffizier  |                 |
| Không quân                   | Reichsmarschall                  |                            |                                                         |                                                         |                                                         |                                                         |                                                         |                                                         |                                                |                                                    |                                                 |                       |                       |                      |                                   |                        |                          |                                    |                                    |                                    |                                    |                                    |                                    |                                     |                                     |                                     |                                     |                                     |                                     |                                   |                                   |                                 |                                 |                             |                             |                 |
| General-feldmarschall        | Reichsmarschall                  | Generaloberst              | Generaloberst                                           | Generaloberst                                           | Generaloberst                                           | Generaloberst                                           | Generaloberst                                           | General der Waffengattung                               | Generalleutnant                                | Generalmajor                                       | Oberst                                          | Oberst                | Oberst                | Oberstleutnant       | Major                             | Hauptmann              | Hauptmann                | Oberleutnant                       | Oberleutnant                       | Oberleutnant                       | Oberleutnant                       | Oberleutnant                       | Oberleutnant                       | Leutnant                            | Leutnant                            | Leutnant                            | Leutnant                            | Leutnant                            | Leutnant                            | Fahnenjunker-Stabsfeldwebel       | Fahnenjunker-Oberfeldwebel        | Fahnenjunker-Feldwebel          | Fahnenjunker-Unterfeldwebel     | Fahnenjunker-Unteroffizier  |                             |                 |
| Hải quân                     | Reichsmarschall                  |                            |                                                         |                                                         |                                                         |                                                         |                                                         |                                                         |                                                |                                                    |                                                 |                       |                       |                      |                                   |                        |                          |                                    |                                    |                                    |                                    |                                    |                                    |                                     |                                     |                                     |                                     |                                     |                                     |                                   |                                   |                                 |                                 |                             |                             |                 |
| Großadmiral                  | Reichsmarschall                  | Generaladmiral             | Generaladmiral                                          | Generaladmiral                                          | Generaladmiral                                          | Generaladmiral                                          | Generaladmiral                                          | Admiral                                                 | Vizeadmiral                                    | Konteradmiral                                      | Kommodore                                       | Kapitän zur See       | Kapitän zur See       | Fregatten- kapitän   | Korvetten- kapitän                | Kapitän- leutnant      | Kapitän- leutnant        | Oberleutnant- zur See              | Oberleutnant- zur See              | Oberleutnant- zur See              | Oberleutnant- zur See              | Oberleutnant- zur See              | Oberleutnant- zur See              | Leutnant- zur See                   | Leutnant- zur See                   | Leutnant- zur See                   | Leutnant- zur See                   | Leutnant- zur See                   | Leutnant- zur See                   | Oberfähnrich zur See              | Fähnrich zur See                  | Seekadett                       | Offiziersanwärter               | Offiziersanwärter           |                             |                 |
| Waffen SS                    | Không thành lập                  | Không thành lập            |                                                         |                                                         |                                                         |                                                         |                                                         |                                                         |                                                |                                                    |                                                 |                       |                       |                      |                                   |                        |                          |                                    |                                    |                                    |                                    |                                    |                                    |                                     |                                     |                                     |                                     |                                     |                                     |                                   | Không có tương đương              |                                 |                                 |                             |                             |                 |
| Waffen SS                    | Không thành lập                  | Không thành lập            | SS-Oberst-Gruppenführer und Generaloberst der Waffen-SS | SS-Oberst-Gruppenführer und Generaloberst der Waffen-SS | SS-Oberst-Gruppenführer und Generaloberst der Waffen-SS | SS-Oberst-Gruppenführer und Generaloberst der Waffen-SS | SS-Oberst-Gruppenführer und Generaloberst der Waffen-SS | SS-Oberst-Gruppenführer und Generaloberst der Waffen-SS | SS-Obergruppenführer und General der Waffen-SS | SS-Gruppenführer und Generalleutnant der Waffen-SS | SS-Brigadeführer und Generalmajor der Waffen-SS | SS-Oberführer         | SS-Standartenführer   | SS-Standartenführer  | SS-Obersturmbannführer            | SS-Sturmbannführer     | SS-Hauptsturmführer      | SS-Hauptsturmführer                | SS-Obersturmführer                 | SS-Obersturmführer                 | SS-Obersturmführer                 | SS-Obersturmführer                 | SS-Obersturmführer                 | SS-Obersturmführer                  | SS-Untersturmführer                 | SS-Untersturmführer                 | SS-Untersturmführer                 | SS-Untersturmführer                 | SS-Untersturmführer                 | SS-Untersturmführer               | Không có tương đương              | SS-Standarten-Oberjunker        | SS-Standarten-Junker            | SS-Oberjunker               | SS-Junker                   |                 |
| Ba Lan                       | Cấp tướng                        | Cấp tướng                  | Cấp tướng                                               | Cấp tướng                                               | Cấp tướng                                               | Cấp tướng                                               | Cấp tướng                                               | Cấp tướng                                               | Cấp tướng                                      | Cấp tướng                                          | Cấp tướng                                       | Cấp tá                | Cấp tá                | Cấp tá               | Cấp tá                            | Cấp tá                 | Cấp úy                   | Cấp úy                             | Cấp úy                             | Cấp úy                             | Cấp úy                             | Cấp úy                             | Cấp úy                             | Cấp úy                              | Cấp úy                              | Cấp úy                              | Cấp úy                              | Cấp úy                              | Cấp úy                              | Cấp úy                            | Dự bị sĩ quan                     | Dự bị sĩ quan                   | Dự bị sĩ quan                   | Dự bị sĩ quan               | Dự bị sĩ quan               |                 |
| Lục quân & Không quân        | Marszałek Polski                 | Marszałek Polski           |                                                         |                                                         |                                                         |                                                         |                                                         |                                                         |                                                |                                                    | Không thành lập                                 |                       |                       |                      |                                   |                        |                          |                                    |                                    |                                    |                                    |                                    |                                    |                                     |                                     |                                     |                                     |                                     |                                     |                                   | Không thành lập                   | Không thành lập                 | Không thành lập                 | Không thành lập             | Không thành lập             |                 |
| Lục quân & Không quân        | Marszałek Polski                 | Marszałek Polski           | Generał broni                                           | Generał broni                                           | Generał broni                                           | Generał broni                                           | Generał broni                                           | Generał broni                                           | Generał dywizji                                | Generał brygady                                    | Không thành lập                                 | Pułkownik             | Pułkownik             | Pułkownik            | Podpułkownik                      | Major                  | Kapitan                  | Kapitan                            | Porucznik                          | Porucznik                          | Porucznik                          | Porucznik                          | Porucznik                          | Porucznik                           | Podporucznik                        | Podporucznik                        | Podporucznik                        | Chorąży                             | Chorąży                             | Chorąży                           | Không thành lập                   | Không thành lập                 | Không thành lập                 | Không thành lập             | Không thành lập             |                 |
| Hải quân                     | Marszałek Polski                 | Marszałek Polski           |                                                         |                                                         |                                                         |                                                         |                                                         |                                                         |                                                |                                                    | Không thành lập                                 |                       |                       |                      |                                   |                        |                          |                                    |                                    |                                    |                                    |                                    |                                    |                                     |                                     |                                     |                                     |                                     |                                     |                                   | Riêng biệt                        | Riêng biệt                      | Riêng biệt                      | Riêng biệt                  | Riêng biệt                  |                 |
| Hải quân                     | Marszałek Polski                 | Marszałek Polski           | Admirał                                                 | Admirał                                                 | Admirał                                                 | Admirał                                                 | Admirał                                                 | Admirał                                                 | Wiceadmirał                                    | Kontradmirał                                       | Không thành lập                                 | Komandor              | Komandor              | Komandor             | Komandor porucznik                | Komandor podporucznik  | Kapitan marynarki        | Kapitan marynarki                  | Porucznik marynarki                | Porucznik marynarki                | Porucznik marynarki                | Porucznik marynarki                | Porucznik marynarki                | Porucznik marynarki                 | Podporucznik marynarki              | Podporucznik marynarki              | Podporucznik marynarki              | Chorąży marynarki                   | Chorąży marynarki                   | Chorąży marynarki                 | Podchorąży                        | Podchorąży                      | Podchorąży                      | Podchorąży                  | Podchorąży                  |                 |
| Anh                          | Cấp tướng                        | Cấp tướng                  | Cấp tướng                                               | Cấp tướng                                               | Cấp tướng                                               | Cấp tướng                                               | Cấp tướng                                               | Cấp tướng                                               | Cấp tướng                                      | Cấp tướng                                          | Cấp tướng                                       | Cấp tá                | Cấp tá                | Cấp tá               | Cấp tá                            | Cấp tá                 | Cấp úy                   | Cấp úy                             | Cấp úy                             | Cấp úy                             | Cấp úy                             | Cấp úy                             | Cấp úy                             | Cấp úy                              | Cấp úy                              | Cấp úy                              | Cấp úy                              | Cấp úy                              | Cấp úy                              | Cấp úy                            | Dự bị sĩ quan                     | Dự bị sĩ quan                   | Dự bị sĩ quan                   | Dự bị sĩ quan               | Dự bị sĩ quan               |                 |
| Lục quân                     |                                  |                            |                                                         |                                                         |                                                         |                                                         |                                                         |                                                         |                                                |                                                    | Không thành lập                                 |                       |                       |                      |                                   |                        |                          |                                    |                                    |                                    |                                    |                                    |                                    |                                     |                                     |                                     |                                     |                                     |                                     |                                   |                                   |                                 |                                 |                             |                             |                 |
| Lục quân                     | Field Marshal                    | Field Marshal              | General                                                 | General                                                 | General                                                 | General                                                 | General                                                 | General                                                 | Lieutenant-General                             | Major-General                                      | Không thành lập                                 | Brigadier             | Colonel               | Colonel              | Lieutenant-Colonel                | Major                  | Captain                  | Captain                            | Lieutenant                         | Lieutenant                         | Lieutenant                         | Lieutenant                         | Lieutenant                         | Lieutenant                          | Second Lieutenant                   | Second Lieutenant                   | Second Lieutenant                   | Second Lieutenant                   | Second Lieutenant                   | Second Lieutenant                 | Officer Cadet                     | Officer Cadet                   | Officer Cadet                   | Officer Cadet               | Officer Cadet               |                 |
| Không quân                   |                                  |                            |                                                         |                                                         |                                                         |                                                         |                                                         |                                                         |                                                |                                                    | Không thành lập                                 |                       |                       |                      |                                   |                        |                          |                                    |                                    |                                    |                                    |                                    |                                    |                                     |                                     |                                     |                                     |                                     |                                     |                                   |                                   |                                 |                                 |                             |                             |                 |
| Marshal of the RAF           | Marshal of the RAF               | Air Chief Marshal          | Air Chief Marshal                                       | Air Chief Marshal                                       | Air Chief Marshal                                       | Air Chief Marshal                                       | Air Chief Marshal                                       | Air Marshal                                             | Air Vice-Marshal                               | Air Commodore                                      | Không thành lập                                 | Group Captain         | Group Captain         | Wing Commander       | Squadron Leader                   | Flight Lieutenant      | Flight Lieutenant        | Flying Officer                     | Flying Officer                     | Flying Officer                     | Flying Officer                     | Flying Officer                     | Flying Officer                     | Pilot Officer /Acting Pilot Officer | Pilot Officer /Acting Pilot Officer | Pilot Officer /Acting Pilot Officer | Pilot Officer /Acting Pilot Officer | Pilot Officer /Acting Pilot Officer | Pilot Officer /Acting Pilot Officer | Officer Cadet                     | Officer Cadet                     | Officer Cadet                   | Officer Cadet                   | Officer Cadet               |                             |                 |
| Hải quân                     |                                  |                            |                                                         |                                                         |                                                         |                                                         |                                                         |                                                         |                                                |                                                    | Không thành lập                                 |                       |                       |                      |                                   |                        |                          |                                    |                                    |                                    |                                    |                                    |                                    |                                     |                                     |                                     |                                     |                                     |                                     |                                   |                                   |                                 |                                 |                             |                             |                 |
| Admiral of the Fleet         | Admiral of the Fleet             | Admiral                    | Admiral                                                 | Admiral                                                 | Admiral                                                 | Admiral                                                 | Admiral                                                 | Vice admiral                                            | Rear admiral                                   | Commodore                                          | Không thành lập                                 | Captain               | Captain               | Commander            | Lieutenant commander              | Lieutenant             | Lieutenant               | Sub lieutenant                     | Sub lieutenant                     | Sub lieutenant                     | Sub lieutenant                     | Sub lieutenant                     | Sub lieutenant                     | Midshipman                          | Midshipman                          | Midshipman                          | Midshipman                          | Midshipman                          | Midshipman                          | Officer cadet                     | Officer cadet                     | Officer cadet                   | Officer cadet                   | Officer cadet               |                             |                 |
| Pháp                         | Cấp tướng                        | Cấp tướng                  | Cấp tướng                                               | Cấp tướng                                               | Cấp tướng                                               | Cấp tướng                                               | Cấp tướng                                               | Cấp tướng                                               | Cấp tướng                                      | Cấp tướng                                          | Cấp tướng                                       | Cấp tá                | Cấp tá                | Cấp tá               | Cấp tá                            | Cấp tá                 | Cấp úy                   | Cấp úy                             | Cấp úy                             | Cấp úy                             | Cấp úy                             | Cấp úy                             | Cấp úy                             | Cấp úy                              | Cấp úy                              | Cấp úy                              | Cấp úy                              | Cấp úy                              | Cấp úy                              | Cấp úy                            | Dự bị sĩ quan                     | Dự bị sĩ quan                   | Dự bị sĩ quan                   | Dự bị sĩ quan               | Dự bị sĩ quan               |                 |
| Lục quân                     | Maréchal de France               | Maréchal de France         |                                                         |                                                         |                                                         |                                                         |                                                         |                                                         |                                                |                                                    |                                                 |                       |                       |                      |                                   |                        |                          |                                    |                                    |                                    |                                    |                                    |                                    |                                     |                                     |                                     |                                     |                                     |                                     |                                   |                                   |                                 |                                 |                             |                             |                 |
| Lục quân                     | Maréchal de France               | Maréchal de France         | Général d'armée                                         | Général d'armée                                         | Général d'armée                                         | Général d'armée                                         | Général d'armée                                         | Général d'armée                                         | Général de corps d'armée                       | Général de division                                | Général de brigade                              | Colonel               | Colonel               | Colonel              | Lieutenant-Colonel                | Commandant             | Capitaine                | Capitaine                          | Lieutenant                         | Lieutenant                         | Lieutenant                         | Lieutenant                         | Lieutenant                         | Lieutenant                          | Sous-Lieutenant                     | Sous-Lieutenant                     | Sous-Lieutenant                     | Sous-Lieutenant                     | Sous-Lieutenant                     | Sous-Lieutenant                   | Aspirant                          | Aspirant                        | Aspirant                        | Élève-officier              | Élève-officier              |                 |
| Không quân                   | Maréchal de France               | Maréchal de France         |                                                         |                                                         |                                                         |                                                         |                                                         |                                                         |                                                |                                                    |                                                 |                       |                       |                      |                                   |                        |                          |                                    |                                    |                                    |                                    |                                    |                                    |                                     |                                     |                                     |                                     |                                     |                                     |                                   |                                   |                                 |                                 |                             |                             |                 |
| Général d'armée aérienne     | Général d'armée aérienne         | Général d'armée aérienne   | Général d'armée aérienne                                | Général d'armée aérienne                                | Général d'armée aérienne                                | Général de corps aérien                                 | Général de division aérienne                            | Général de brigade aérienne                             | Colonel                                        | Colonel                                            | Colonel                                         | Lieutenant-Colonel    | Commandant            | Capitaine            | Capitaine                         | Lieutenant             | Lieutenant               | Lieutenant                         | Lieutenant                         | Lieutenant                         | Lieutenant                         | Sous-Lieutenant                    | Sous-Lieutenant                    | Sous-Lieutenant                     | Sous-Lieutenant                     | Sous-Lieutenant                     | Sous-Lieutenant                     | Aspirant                            | Aspirant                            | Aspirant                          | Élève-officier                    | Élève-officier                  |                                 |                             |                             |                 |
| Hải quân                     |                                  |                            |                                                         |                                                         |                                                         |                                                         |                                                         |                                                         |                                                |                                                    |                                                 |                       |                       |                      |                                   |                        |                          |                                    |                                    |                                    |                                    |                                    |                                    |                                     |                                     |                                     |                                     |                                     |                                     |                                   |                                   |                                 |                                 |                             |                             |                 |
| Amiral de France             | Amiral de France                 | Amiral de la Flotte        | Amiral de la Flotte                                     | Amiral de la Flotte                                     | Amiral                                                  | Amiral                                                  | Amiral                                                  | Vice-amiral d'escadre                                   | Vice-amiral                                    | Contre-amiral                                      | Capitaine de vaisseau                           | Capitaine de vaisseau | Capitaine de vaisseau | Capitaine de frégate | Capitaine de corvette             | Lieutenant de vaisseau | Lieutenant de vaisseau   | Enseigne de vaisseau de 1re classe | Enseigne de vaisseau de 1re classe | Enseigne de vaisseau de 1re classe | Enseigne de vaisseau de 1re classe | Enseigne de vaisseau de 1re classe | Enseigne de vaisseau de 1re classe | Enseigne de vaisseau de 2e classe   | Enseigne de vaisseau de 2e classe   | Enseigne de vaisseau de 2e classe   | Enseigne de vaisseau de 2e classe   | Enseigne de vaisseau de 2e classe   | Enseigne de vaisseau de 2e classe   | Aspirant                          | Aspirant                          | Aspirant                        | Élève-officier                  | Élève-officier              |                             |                 |
| Liên Xô                      | Cấp tướng                        | Cấp tướng                  | Cấp tướng                                               | Cấp tướng                                               | Cấp tướng                                               | Cấp tướng                                               | Cấp tướng                                               | Cấp tướng                                               | Cấp tướng                                      | Cấp tướng                                          | Cấp tướng                                       | Cấp tá                | Cấp tá                | Cấp tá               | Cấp tá                            | Cấp tá                 | Cấp úy                   | Cấp úy                             | Cấp úy                             | Cấp úy                             | Cấp úy                             | Cấp úy                             | Cấp úy                             | Cấp úy                              | Cấp úy                              | Cấp úy                              | Cấp úy                              | Cấp úy                              | Cấp úy                              | Cấp úy                            | Dự bị sĩ quan                     | Dự bị sĩ quan                   | Dự bị sĩ quan                   | Dự bị sĩ quan               | Dự bị sĩ quan               |                 |
| Lục quân                     | Generalissimus Sovétskogo Soyuza | Marshal Sovétskogo Soyuza  |                                                         |                                                         |                                                         |                                                         |                                                         |                                                         |                                                |                                                    |                                                 |                       |                       |                      |                                   |                        |                          |                                    |                                    |                                    |                                    |                                    |                                    |                                     |                                     |                                     |                                     |                                     |                                     |                                   |                                   |                                 |                                 |                             |                             |                 |
| Lục quân                     | Generalissimus Sovétskogo Soyuza | Marshal Sovétskogo Soyuza  | Glavny marshal roda voysk                               | Glavny marshal roda voysk                               | Marshal roda voysk                                      | Marshal roda voysk                                      | General armii                                           | General armii                                           | Generál-Polkóvnik                              | Generál-Leytenánt                                  | Generál-Mayór                                   | Polkóvnik             | Polkóvnik             | Polkóvnik            | Podpolkóvnik                      | Mayór                  | Kapitán                  | Kapitán                            | Stárshiy leytenánt                 | Stárshiy leytenánt                 | Stárshiy leytenánt                 | Stárshiy leytenánt                 | Stárshiy leytenánt                 | Stárshiy leytenánt                  | Leytenánt                           | Leytenánt                           | Leytenánt                           | Mládshiy leytenánt                  | Mládshiy leytenánt                  | Mládshiy leytenánt                | Kursant                           | Kursant                         | Kursant                         | Kursant                     | Kursant                     |                 |
| Không quân                   | Generalissimus Sovétskogo Soyuza | Marshal Sovétskogo Soyuza  |                                                         |                                                         |                                                         |                                                         |                                                         |                                                         |                                                |                                                    |                                                 |                       |                       |                      |                                   |                        |                          |                                    |                                    |                                    |                                    |                                    |                                    |                                     |                                     |                                     |                                     |                                     |                                     |                                   |                                   |                                 |                                 |                             |                             |                 |
| Glávnyi márshal aviátzi'i    | Glávnyi márshal aviátzi'i        | Glávnyi márshal aviátzi'i  | Márshal aviátzi'i                                       | Márshal aviátzi'i                                       | Márshal aviátzi'i                                       | Generál-Polkóvnik                                       | Generál-Leytenánt                                       | Generál-Mayór                                           | Polkóvnik                                      | Polkóvnik                                          | Polkóvnik                                       | Podpolkóvnik          | Mayór                 | Kapitán              | Kapitán                           | Stárshiy leytenánt     | Stárshiy leytenánt       | Stárshiy leytenánt                 | Stárshiy leytenánt                 | Stárshiy leytenánt                 | Stárshiy leytenánt                 | Leytenánt                          | Leytenánt                          | Leytenánt                           | Mládshiy leytenánt                  | Mládshiy leytenánt                  | Mládshiy leytenánt                  | Kursant                             | Kursant                             | Kursant                           | Kursant                           | Kursant                         |                                 |                             |                             |                 |
| Hải quân                     | Generalissimus Sovétskogo Soyuza | Không thành lập            |                                                         |                                                         |                                                         |                                                         |                                                         |                                                         |                                                |                                                    |                                                 |                       |                       |                      |                                   |                        |                          |                                    |                                    |                                    |                                    |                                    |                                    |                                     |                                     |                                     |                                     |                                     |                                     |                                   |                                   |                                 |                                 |                             |                             |                 |
| Hải quân                     | Generalissimus Sovétskogo Soyuza | Không thành lập            | Admiral flota                                           | Admiral flota                                           | Admiral flota                                           | Admiral flota                                           | Admiral flota                                           | Admiral flota                                           | Admiral                                        | Vitse-admiral                                      | Kontr-admiral                                   | Kapitan 1-go ranga    | Kapitan 1-go ranga    | Kapitan 1-go ranga   | Kapitan 2-go ranga                | Kapitan 3-go ranga     | Kapitan-leytenant        | Kapitan-leytenant                  | Starshy leytenant                  | Starshy leytenant                  | Starshy leytenant                  | Starshy leytenant                  | Starshy leytenant                  | Starshy leytenant                   | Leytenant                           | Leytenant                           | Leytenant                           | Mladshy leytenant                   | Mladshy leytenant                   | Mladshy leytenant                 | Kursant                           | Kursant                         | Kursant                         | Kursant                     | Kursant                     |                 |
| Phần Lan                     | Cấp tướng                        | Cấp tướng                  | Cấp tướng                                               | Cấp tướng                                               | Cấp tướng                                               | Cấp tướng                                               | Cấp tướng                                               | Cấp tướng                                               | Cấp tướng                                      | Cấp tướng                                          | Cấp tướng                                       | Cấp tá                | Cấp tá                | Cấp tá               | Cấp tá                            | Cấp tá                 | Cấp úy                   | Cấp úy                             | Cấp úy                             | Cấp úy                             | Cấp úy                             | Cấp úy                             | Cấp úy                             | Cấp úy                              | Cấp úy                              | Cấp úy                              | Cấp úy                              | Cấp úy                              | Cấp úy                              | Cấp úy                            | Dự bị sĩ quan                     | Dự bị sĩ quan                   | Dự bị sĩ quan                   | Dự bị sĩ quan               | Dự bị sĩ quan               |                 |
| Lục quân & Không quân        | Sotamarsalkka Fältmarskalk       | Sotamarsalkka Fältmarskalk |                                                         |                                                         |                                                         |                                                         |                                                         |                                                         |                                                |                                                    | Không thành lập                                 | Colonel               | Colonel               | Colonel              | Lieutenant Colonel                | Major                  | Captain                  | Captain                            | Lieutenant                         | Lieutenant                         | Lieutenant                         | Lieutenant                         | Lieutenant                         | Lieutenant                          | Second Lieutenant                   | Second Lieutenant                   | Second Lieutenant                   | Second Lieutenant                   | Second Lieutenant                   | Second Lieutenant                 | Officer Candidate                 | Officer Candidate               | Officer Candidate               | Officer Student             | Officer Student             |                 |
| Lục quân & Không quân        | Sotamarsalkka Fältmarskalk       | Sotamarsalkka Fältmarskalk | Kenraali General                                        | Kenraali General                                        | Kenraali General                                        | Kenraali General                                        | Kenraali General                                        | Kenraali General                                        | Kenraaliluutnantti Generallöjtnant             | Kenraalimajuri Generalmajor                        | Không thành lập                                 | Eversti Överste       | Eversti Överste       | Eversti Överste      | Everstiluutnantti Överstelöjtnant | Majuri Major           | Kapteeni Kapten          | Kapteeni Kapten                    | Luutnantti Löjtnant                | Luutnantti Löjtnant                | Luutnantti Löjtnant                | Luutnantti Löjtnant                | Luutnantti Löjtnant                | Luutnantti Löjtnant                 | Vänrikki Fänrik                     | Vänrikki Fänrik                     | Vänrikki Fänrik                     | Vänrikki Fänrik                     | Vänrikki Fänrik                     | Vänrikki Fänrik                   | Upseerikokelas Officersaspirant   | Upseerikokelas Officersaspirant | Upseerikokelas Officersaspirant | Upseerioppilas Officerselev | Upseerioppilas Officerselev |                 |
| Hải quân                     | Sotamarsalkka Fältmarskalk       | Sotamarsalkka Fältmarskalk |                                                         |                                                         |                                                         |                                                         |                                                         |                                                         |                                                |                                                    | Không thành lập                                 |                       |                       |                      |                                   |                        |                          |                                    |                                    |                                    |                                    |                                    |                                    |                                     |                                     |                                     |                                     |                                     |                                     |                                   |                                   |                                 |                                 |                             |                             |                 |
| Amiraali                     | Amiraali                         | Amiraali                   | Amiraali                                                | Amiraali                                                | Amiraali                                                | Vara-amiraali                                           | Kontra-amiraali                                         | Kommodori                                               | Kommodori                                      | Kommodori                                          | Không thành lập                                 | Komentaja             | Komentajakapteeni     | Kapteeniluutnantti   | Kapteeniluutnantti                | Luutnantti             | Luutnantti               | Luutnantti                         | Luutnantti                         | Luutnantti                         | Luutnantti                         | Aliluutnantti                      | Aliluutnantti                      | Aliluutnantti                       | Aliluutnantti                       | Aliluutnantti                       | Aliluutnantti                       | Upseerikokelas                      | Upseerikokelas                      | Upseerikokelas                    | Upseerioppilas                    | Upseerioppilas                  |                                 |                             |                             |                 |
| Na Uy                        | Cấp tướng                        | Cấp tướng                  | Cấp tướng                                               | Cấp tướng                                               | Cấp tướng                                               | Cấp tướng                                               | Cấp tướng                                               | Cấp tướng                                               | Cấp tướng                                      | Cấp tướng                                          | Cấp tướng                                       | Cấp tá                | Cấp tá                | Cấp tá               | Cấp tá                            | Cấp tá                 | Cấp úy                   | Cấp úy                             | Cấp úy                             | Cấp úy                             | Cấp úy                             | Cấp úy                             | Cấp úy                             | Cấp úy                              | Cấp úy                              | Cấp úy                              | Cấp úy                              | Cấp úy                              | Cấp úy                              | Cấp úy                            | Dự bị sĩ quan                     | Dự bị sĩ quan                   | Dự bị sĩ quan                   | Dự bị sĩ quan               | Dự bị sĩ quan               |                 |
| Lục quân & Không quân        | Không thành lập                  | Không thành lập            |                                                         |                                                         |                                                         |                                                         |                                                         |                                                         |                                                |                                                    | Không thành lập                                 |                       |                       |                      |                                   |                        |                          |                                    |                                    |                                    |                                    |                                    |                                    |                                     |                                     |                                     |                                     |                                     |                                     |                                   | Không thành lập                   | Không thành lập                 | Không thành lập                 | Không thành lập             | Không thành lập             | Không thành lập |
| Lục quân & Không quân        | Không thành lập                  | Không thành lập            | General                                                 | General                                                 | General                                                 | General                                                 | General                                                 | General                                                 | Generalløjtnant                                | Generalmajor                                       | Không thành lập                                 | Oberst                | Oberst                | Oberst               | Oberstløitnant                    | Major                  | Kaptein/ Rittmester      | Kaptein/ Rittmester                | Premierløitnant                    | Premierløitnant                    | Premierløitnant                    | Premierløitnant                    | Premierløitnant                    | Premierløitnant                     | Sekondløitnant                      | Sekondløitnant                      | Sekondløitnant                      | Sekondløitnant                      | Sekondløitnant                      | Sekondløitnant                    | Không thành lập                   | Không thành lập                 | Không thành lập                 | Không thành lập             | Không thành lập             | Không thành lập |
| Hải quân                     | Không thành lập                  | Không thành lập            |                                                         |                                                         |                                                         |                                                         |                                                         |                                                         |                                                |                                                    | Không thành lập                                 |                       |                       |                      |                                   |                        |                          |                                    |                                    |                                    |                                    |                                    |                                    |                                     |                                     |                                     |                                     |                                     |                                     |                                   | Không thành lập                   | Không thành lập                 | Không thành lập                 | Không thành lập             | Không thành lập             | Không thành lập |
| Admiral                      | Admiral                          | Admiral                    | Admiral                                                 | Admiral                                                 | Admiral                                                 | Viseadmiral                                             | Kontreadmiral                                           | Kommandør                                               | Kommandør                                      | Kommandør                                          | Không thành lập                                 | Kommandørkaptein      | Kaptein               | Kapteinløytnant      | Kapteinløytnant                   | Premierløitnant        | Premierløitnant          | Premierløitnant                    | Premierløitnant                    | Premierløitnant                    | Premierløitnant                    | Sekondløitnant                     | Sekondløitnant                     | Sekondløitnant                      | Sekondløitnant                      | Sekondløitnant                      | Sekondløitnant                      |                                     |                                     |                                   | Không thành lập                   | Không thành lập                 | Không thành lập                 | Không thành lập             | Không thành lập             | Không thành lập |
|                              | Cấp tướng                        | Cấp tướng                  | Cấp tướng                                               | Cấp tướng                                               | Cấp tướng                                               | Cấp tướng                                               | Cấp tướng                                               | Cấp tướng                                               | Cấp tướng                                      | Cấp tướng                                          | Cấp tướng                                       | Cấp tá                | Cấp tá                | Cấp tá               | Cấp tá                            | Cấp tá                 | Cấp úy                   | Cấp úy                             | Cấp úy                             | Cấp úy                             | Cấp úy                             | Cấp úy                             | Cấp úy                             | Cấp úy                              | Cấp úy                              | Cấp úy                              | Cấp úy                              | Cấp úy                              | Cấp úy                              | Cấp úy                            | Dự bị sĩ quan                     | Dự bị sĩ quan                   | Dự bị sĩ quan                   | Dự bị sĩ quan               | Dự bị sĩ quan               |                 |
| Ý Lục quân                   | Primo maresciallo dell'Impero    |                            |                                                         |                                                         |                                                         |                                                         |                                                         |                                                         |                                                |                                                    |                                                 |                       |                       |                      |                                   |                        |                          |                                    |                                    |                                    |                                    |                                    |                                    |                                     |                                     |                                     |                                     |                                     |                                     |                                   |                                   |                                 |                                 |                             |                             |                 |
| Ý Lục quân                   | Primo maresciallo dell'Impero    | Maresciallo d'Italia       | Generale d'Armata                                       | Generale d'Armata                                       | Generale d'Armata                                       | Generale designato d'Armata                             | Generale designato d'Armata                             | Generale designato d'Armata                             | Generale di Corpo d'Armata                     | Generale di Divisione                              | Generale di Brigata                             | Colonnello Comandante | Colonnello            | Tenente Colonnello   | Maggiore                          | Primo capitano         | Capitano                 | Primo Tenente                      | Primo Tenente                      | Primo Tenente                      | Tenente                            | Tenente                            | Tenente                            | Sottotenente                        | Sottotenente                        | Sottotenente                        | Sottotenente                        | Sottotenente                        | Sottotenente                        | Aspirante                         | Aspirante                         | Aspirante                       | Aspirante                       |                             |                             |                 |
| Ý Không quân                 | Primo maresciallo dell'Impero    |                            |                                                         |                                                         |                                                         |                                                         |                                                         |                                                         |                                                |                                                    |                                                 |                       |                       |                      |                                   |                        |                          |                                    |                                    |                                    |                                    |                                    |                                    |                                     |                                     |                                     |                                     |                                     |                                     |                                   |                                   |                                 |                                 |                             |                             |                 |
| Maresciallo dell'Aria        | Primo maresciallo dell'Impero    | Generale d'Armata Aerea    | Generale d'Armata Aerea                                 | Generale d'Armata Aerea                                 | Generale designato d'Armata Aerea                       | Generale designato d'Armata Aerea                       | Generale designato d'Armata Aerea                       | Generale di Corpo d'Armata Aerea                        | Generale di Divisione Aerea                    | Generale di Brigata Aerea                          | Colonnello                                      | Colonnello            | Tenente Colonnello    | Maggiore             | Primo Capitano                    | Capitano               | Tenente                  | Tenente                            | Tenente                            | Tenente                            | Tenente                            | Tenente                            | Sottotenente                       | Sottotenente                        | Sottotenente                        | Sottotenente                        | Sottotenente                        | Sottotenente                        | Aspirante                           | Aspirante                         | Aspirante                         | Aspirante                       |                                 |                             |                             |                 |
| Ý Hải quân                   | Primo maresciallo dell'Impero    |                            |                                                         |                                                         |                                                         |                                                         |                                                         |                                                         |                                                |                                                    |                                                 |                       |                       |                      |                                   |                        |                          |                                    |                                    |                                    |                                    |                                    |                                    |                                     |                                     |                                     |                                     |                                     |                                     |                                   |                                   |                                 |                                 |                             |                             |                 |
| Grande ammiraglio            | Primo maresciallo dell'Impero    | Ammiraglio d'armata        | Ammiraglio d'armata                                     | Ammiraglio d'armata                                     | Ammiraglio designato d'armata                           | Ammiraglio designato d'armata                           | Ammiraglio designato d'armata                           | Ammiraglio di Squadra                                   | Ammiraglio di Divisione                        | Contrammiraglio                                    | Capitano di Vascello                            | Capitano di Vascello  | Capitano di Fregata   | Capitano di Corvetta | Primo Tenente di Vascello         | Tenente di Vascello    | Sottotenente di Vascello | Sottotenente di Vascello           | Sottotenente di Vascello           | Sottotenente di Vascello           | Sottotenente di Vascello           | Sottotenente di Vascello           | Guardiamarina                      | Guardiamarina                       | Guardiamarina                       | Guardiamarina                       | Guardiamarina                       | Guardiamarina                       | Aspirante Guardiamarina             | Aspirante Guardiamarina           | Aspirante Guardiamarina           | Aspirante Guardiamarina         |                                 |                             |                             |                 |
|                              | Cấp tướng                        | Cấp tướng                  | Cấp tướng                                               | Cấp tướng                                               | Cấp tướng                                               | Cấp tướng                                               | Cấp tướng                                               | Cấp tướng                                               | Cấp tướng                                      | Cấp tướng                                          | Cấp tướng                                       | Cấp tá                | Cấp tá                | Cấp tá               | Cấp tá                            | Cấp tá                 | Cấp úy                   | Cấp úy                             | Cấp úy                             | Cấp úy                             | Cấp úy                             | Cấp úy                             | Cấp úy                             | Cấp úy                              | Cấp úy                              | Cấp úy                              | Cấp úy                              | Cấp úy                              | Cấp úy                              | Cấp úy                            | Dự bị sĩ quan                     | Dự bị sĩ quan                   | Dự bị sĩ quan                   | Dự bị sĩ quan               | Dự bị sĩ quan               |                 |
| Hy Lạp Lục quân              |                                  |                            |                                                         |                                                         |                                                         |                                                         |                                                         |                                                         |                                                |                                                    | Không thành lập                                 |                       |                       |                      |                                   |                        |                          |                                    |                                    |                                    |                                    |                                    |                                    |                                     |                                     |                                     |                                     |                                     |                                     |                                   |                                   |                                 |                                 |                             |                             |                 |
| Hy Lạp Lục quân              | Stratarches                      | Stratarches                | Stratigos                                               | Stratigos                                               | Stratigos                                               | Stratigos                                               | Stratigos                                               | Stratigos                                               | Antistratigos                                  | Ypostratigos                                       | Không thành lập                                 | Syntagmatarchis       | Syntagmatarchis       | Antisyntagmatarchis  | Tagmatarchis                      | Lochagos               | Lochagos                 | Ypolochagos                        | Ypolochagos                        | Ypolochagos                        | Ypolochagos                        | Ypolochagos                        | Ypolochagos                        | Anthypolochagos                     | Anthypolochagos                     | Anthypolochagos                     | Anthypolochagos                     | Anthypolochagos                     | Anthypolochagos                     | Dokimos efedros aksiomatikos      | Dokimos efedros aksiomatikos      | Dokimos efedros aksiomatikos    | Dokimos efedros aksiomatikos    |                             |                             |                 |
| Hy Lạp Không quân            |                                  |                            |                                                         |                                                         |                                                         |                                                         |                                                         |                                                         |                                                |                                                    | Không thành lập                                 |                       |                       |                      |                                   |                        |                          |                                    |                                    |                                    |                                    |                                    |                                    |                                     |                                     |                                     |                                     |                                     |                                     | Không thành lập                   | Không thành lập                   | Không thành lập                 | Không thành lập                 |                             |                             |                 |
| Hy Lạp Không quân            | Aitherárchis                     | Aitherárchis               | Ptérarchos                                              | Ptérarchos                                              | Ptérarchos                                              | Ptérarchos                                              | Ptérarchos                                              | Ptérarchos                                              | Antiptérarchos                                 | Ypoptérarchos                                      | Không thành lập                                 | Smínarchos            | Smínarchos            | Antismínarchos       | Episminagós                       | Sminagós               | Sminagós                 | Yposminagós                        | Yposminagós                        | Yposminagós                        | Yposminagós                        | Yposminagós                        | Yposminagós                        | Anthyposminagós                     | Anthyposminagós                     | Anthyposminagós                     | Anthyposminagós                     | Anthyposminagós                     | Anthyposminagós                     | Không thành lập                   | Không thành lập                   | Không thành lập                 | Không thành lập                 |                             |                             |                 |
| Hy Lạp Hải quân              |                                  |                            |                                                         |                                                         |                                                         |                                                         |                                                         |                                                         |                                                |                                                    | Không thành lập                                 |                       |                       |                      |                                   |                        |                          |                                    |                                    |                                    |                                    |                                    |                                    |                                     |                                     |                                     |                                     |                                     |                                     |                                   |                                   |                                 |                                 |                             |                             |                 |
| Stolarchis                   | Stolarchis                       | Navarchos                  | Navarchos                                               | Navarchos                                               | Navarchos                                               | Navarchos                                               | Navarchos                                               | Antinavarchos                                           | Yponavarchos                                   | Ploiarchos                                         | Ploiarchos                                      | Antiploiarchos        | Plotarchis            | Ypoploiarchos        | Ypoploiarchos                     | Anthypoploiarchos      | Anthypoploiarchos        | Anthypoploiarchos                  | Anthypoploiarchos                  | Anthypoploiarchos                  | Anthypoploiarchos                  | Simaioforos                        | Simaioforos                        | Simaioforos                         | Simaioforos                         | Simaioforos                         | Simaioforos                         | Simaioforos epikouros axiomatikos   | Simaioforos epikouros axiomatikos   | Simaioforos epikouros axiomatikos | Simaioforos epikouros axiomatikos |                                 |                                 |                             |                             |                 |
|                              | Cấp tướng                        | Cấp tướng                  | Cấp tướng                                               | Cấp tướng                                               | Cấp tướng                                               | Cấp tướng                                               | Cấp tướng                                               | Cấp tướng                                               | Cấp tướng                                      | Cấp tướng                                          | Cấp tướng                                       | Cấp tá                | Cấp tá                | Cấp tá               | Cấp tá                            | Cấp tá                 | Cấp úy                   | Cấp úy                             | Cấp úy                             | Cấp úy                             | Cấp úy                             | Cấp úy                             | Cấp úy                             | Cấp úy                              | Cấp úy                              | Cấp úy                              | Cấp úy                              | Cấp úy                              | Cấp úy                              | Cấp úy                            | Dự bị sĩ quan                     | Dự bị sĩ quan                   | Dự bị sĩ quan                   | Dự bị sĩ quan               | Dự bị sĩ quan               |                 |
| România (Lục quân)           | Mareșal                          | Mareșal                    |                                                         |                                                         |                                                         |                                                         |                                                         |                                                         |                                                |                                                    |                                                 |                       |                       |                      |                                   |                        |                          |                                    |                                    |                                    |                                    |                                    |                                    |                                     |                                     |                                     |                                     |                                     |                                     | Không thành lập                   | Không thành lập                   | Không thành lập                 | Không thành lập                 |                             |                             |                 |
| România (Lục quân)           | Mareșal                          | Mareșal                    | General de armată                                       | General de armată                                       | General de armată                                       | General de armată                                       | General de armată                                       | General de armată                                       | General de corp de armată                      | General de divizie                                 | General de brigadă                              | Colonel               | Colonel               | Locotenent-colonel   | Maior                             | Căpitan                | Căpitan                  | Locotenent                         | Locotenent                         | Locotenent                         | Locotenent                         | Locotenent                         | Locotenent                         | Sublocotenent                       | Sublocotenent                       | Sublocotenent                       | Sublocotenent                       | Sublocotenent                       | Sublocotenent                       | Không thành lập                   | Không thành lập                   | Không thành lập                 | Không thành lập                 |                             |                             |                 |
| România (Không quân)         | Mareșal                          | Mareșal                    |                                                         |                                                         |                                                         |                                                         |                                                         |                                                         |                                                |                                                    |                                                 |                       |                       |                      |                                   |                        |                          |                                    |                                    |                                    |                                    |                                    |                                    |                                     |                                     |                                     |                                     |                                     |                                     | Không thành lập                   | Không thành lập                   | Không thành lập                 | Không thành lập                 |                             |                             |                 |
| România (Không quân)         | Mareșal                          | Mareșal                    | General-colonel                                         | General-colonel                                         | General-colonel                                         | General-colonel                                         | General-colonel                                         | General-colonel                                         | General-locotenent                             | General-maior                                      | General de brigadă aeriană                      | Comandor              | Comandor              | Căpitan-comandor     | Locotenent-comandor               | Căpitan                | Căpitan                  | Locotenent                         | Locotenent                         | Locotenent                         | Locotenent                         | Locotenent                         | Locotenent                         | Sublocotenent                       | Sublocotenent                       | Sublocotenent                       | Sublocotenent                       | Sublocotenent                       | Sublocotenent                       | Không thành lập                   | Không thành lập                   | Không thành lập                 | Không thành lập                 |                             |                             |                 |
| România (Hải quân)           | Mareșal                          | Mareșal                    |                                                         |                                                         |                                                         |                                                         |                                                         |                                                         |                                                |                                                    |                                                 |                       |                       |                      |                                   |                        |                          |                                    |                                    |                                    |                                    |                                    |                                    |                                     |                                     |                                     |                                     |                                     |                                     | Không thành lập                   | Không thành lập                   | Không thành lập                 | Không thành lập                 |                             |                             |                 |
| România (Hải quân)           | Mareșal                          | Mareșal                    | Amiral                                                  | Amiral                                                  | Amiral                                                  | Amiral                                                  | Amiral                                                  | Amiral                                                  | Viceamiral                                     | Contraamiral                                       | Contraamiral de flotilă                         | Comandor              | Comandor              | Căpitan-comandor     | Locotenent-comandor               | Căpitan                | Căpitan                  | Locotenent                         | Locotenent                         | Locotenent                         | Locotenent                         | Locotenent                         | Locotenent                         | Sublocotenent                       | Sublocotenent                       | Sublocotenent                       | Sublocotenent                       | Sublocotenent                       | Sublocotenent                       | Không thành lập                   | Không thành lập                   | Không thành lập                 | Không thành lập                 |                             |                             |                 |
|                              | Cấp tướng                        | Cấp tướng                  | Cấp tướng                                               | Cấp tướng                                               | Cấp tướng                                               | Cấp tướng                                               | Cấp tướng                                               | Cấp tướng                                               | Cấp tướng                                      | Cấp tướng                                          | Cấp tướng                                       | Cấp tá                | Cấp tá                | Cấp tá               | Cấp tá                            | Cấp tá                 | Cấp úy                   | Cấp úy                             | Cấp úy                             | Cấp úy                             | Cấp úy                             | Cấp úy                             | Cấp úy                             | Cấp úy                              | Cấp úy                              | Cấp úy                              | Cấp úy                              | Cấp úy                              | Cấp úy                              | Cấp úy                            | Dự bị sĩ quan                     | Dự bị sĩ quan                   | Dự bị sĩ quan                   | Dự bị sĩ quan               | Dự bị sĩ quan               |                 |
| Hungary (Lục quân)           |                                  |                            |                                                         |                                                         |                                                         |                                                         |                                                         |                                                         |                                                |                                                    | Không thành lập                                 |                       |                       |                      |                                   |                        |                          |                                    |                                    |                                    |                                    |                                    |                                    |                                     |                                     |                                     |                                     |                                     |                                     | Không thành lập                   | Không thành lập                   | Không thành lập                 | Không thành lập                 |                             |                             |                 |
| Hungary (Lục quân)           | Tábornagy                        | Tábornagy                  | Vezérezredes                                            | Vezérezredes                                            | Vezérezredes                                            | Vezérezredes                                            | Vezérezredes                                            | Vezérezredes                                            | Altábornagy                                    | Vezérőrnagy                                        | Không thành lập                                 | Ezredes               | Ezredes               | Alezredes            | Őrnagy                            | Százados               | Százados                 | Főhadnagy                          | Főhadnagy                          | Főhadnagy                          | Főhadnagy                          | Főhadnagy                          | Főhadnagy                          | Hadnagy                             | Hadnagy                             | Hadnagy                             | Hadnagy                             | Hadnagy                             | Hadnagy                             | Không thành lập                   | Không thành lập                   | Không thành lập                 | Không thành lập                 |                             |                             |                 |
|                              | Cấp tướng                        | Cấp tướng                  | Cấp tướng                                               | Cấp tướng                                               | Cấp tướng                                               | Cấp tướng                                               | Cấp tướng                                               | Cấp tướng                                               | Cấp tướng                                      | Cấp tướng                                          | Cấp tướng                                       | Cấp tá                | Cấp tá                | Cấp tá               | Cấp tá                            | Cấp tá                 | Cấp úy                   | Cấp úy                             | Cấp úy                             | Cấp úy                             | Cấp úy                             | Cấp úy                             | Cấp úy                             | Cấp úy                              | Cấp úy                              | Cấp úy                              | Cấp úy                              | Cấp úy                              | Cấp úy                              | Cấp úy                            | Dự bị sĩ quan                     | Dự bị sĩ quan                   | Dự bị sĩ quan                   | Dự bị sĩ quan               | Dự bị sĩ quan               |                 |
| Bulgaria Lục quân            | Không thành lập                  | Không thành lập            |                                                         |                                                         |                                                         |                                                         |                                                         |                                                         |                                                |                                                    | Không thành lập                                 |                       |                       |                      |                                   |                        |                          |                                    |                                    |                                    |                                    |                                    |                                    |                                     |                                     |                                     |                                     |                                     |                                     |                                   |                                   |                                 |                                 |                             |                             |                 |
| Bulgaria Lục quân            | Không thành lập                  | Không thành lập            | General-pukovnik                                        | General-pukovnik                                        | General-pukovnik                                        | General-pukovnik                                        | General-pukovnik                                        | General-pukovnik                                        | General-leitenant                              | General-maior                                      | Không thành lập                                 | Plukovník             | Plukovník             | Podplukovník         | Maior                             | Kapitan                | Kapitan                  | Starshy leytenant                  | Starshy leytenant                  | Starshy leytenant                  | Starshy leytenant                  | Starshy leytenant                  | Starshy leytenant                  | Leytenant                           | Leytenant                           | Leytenant                           | Leytenant                           | Leytenant                           | Leytenant                           | Ofitsersky kandidat               | Ofitsersky kandidat               | Ofitsersky kandidat             | Ofitsersky kandidat             |                             |                             |                 |
| Bulgaria Hải quân            | Không thành lập                  | Không thành lập            |                                                         |                                                         |                                                         |                                                         |                                                         |                                                         |                                                |                                                    | Không thành lập                                 |                       |                       |                      |                                   |                        |                          |                                    |                                    |                                    |                                    |                                    |                                    |                                     |                                     |                                     |                                     |                                     |                                     |                                   |                                   |                                 |                                 |                             |                             |                 |
| Admiral                      | Admiral                          | Admiral                    | Admiral                                                 | Admiral                                                 | Admiral                                                 | Vitseadmiral                                            | Kontraadmiral                                           | Kapitan I rang                                          | Kapitan I rang                                 | Kapitan II rang                                    | Không thành lập                                 | Kapitan III rang      | Leytenant             | Leytenant            | Michman I rang                    | Michman I rang         | Michman I rang           | Michman I rang                     | Michman I rang                     | Michman I rang                     | Michman II rang                    | Michman II rang                    | Michman II rang                    | Michman II rang                     | Michman II rang                     | Michman II rang                     | Ofitsersky kandidat                 | Ofitsersky kandidat                 | Ofitsersky kandidat                 | Ofitsersky kandidat               |                                   |                                 |                                 |                             |                             |                 |
|                              | Cấp tướng                        | Cấp tướng                  | Cấp tướng                                               | Cấp tướng                                               | Cấp tướng                                               | Cấp tướng                                               | Cấp tướng                                               | Cấp tướng                                               | Cấp tướng                                      | Cấp tướng                                          | Cấp tướng                                       | Cấp tá                | Cấp tá                | Cấp tá               | Cấp tá                            | Cấp tá                 | Cấp úy                   | Cấp úy                             | Cấp úy                             | Cấp úy                             | Cấp úy                             | Cấp úy                             | Cấp úy                             | Cấp úy                              | Cấp úy                              | Cấp úy                              | Cấp úy                              | Cấp úy                              | Cấp úy                              | Cấp úy                            | Dự bị sĩ quan                     | Dự bị sĩ quan                   | Dự bị sĩ quan                   | Dự bị sĩ quan               | Dự bị sĩ quan               |                 |
| Hoa Kỳ Lục quân & Không quân |                                  |                            |                                                         |                                                         |                                                         |                                                         |                                                         |                                                         |                                                |                                                    |                                                 |                       |                       |                      |                                   |                        |                          |                                    |                                    |                                    |                                    |                                    |                                    |                                     |                                     |                                     |                                     |                                     |                                     | Riêng biệt                        | Riêng biệt                        | Riêng biệt                      | Riêng biệt                      |                             |                             |                 |
| Hoa Kỳ Lục quân & Không quân | General of the Armies            | General of the Army        | General                                                 | General                                                 | General                                                 | General                                                 | General                                                 | General                                                 | Lieutenant General                             | Major General                                      | Brigadier General                               | Colonel               | Colonel               | Lieutenant Colonel   | Major                             | Captain                | Captain                  | First Lieutenant                   | First Lieutenant                   | First Lieutenant                   | First Lieutenant                   | First Lieutenant                   | First Lieutenant                   | Second Lieutenant                   | Second Lieutenant                   | Second Lieutenant                   | Second Lieutenant                   | Second Lieutenant                   | Second Lieutenant                   | Officer Candidate                 | Officer Candidate                 | Officer Cadet                   | Officer Cadet                   |                             |                             |                 |
| Hoa Kỳ Hải quân              |                                  |                            |                                                         |                                                         |                                                         |                                                         |                                                         |                                                         |                                                |                                                    |                                                 |                       |                       |                      |                                   |                        |                          |                                    |                                    |                                    |                                    |                                    |                                    |                                     |                                     |                                     |                                     |                                     |                                     | Riêng biệt                        | Riêng biệt                        | Riêng biệt                      | Riêng biệt                      |                             |                             |                 |
| Hoa Kỳ Hải quân              | Admiral of the Navy              | Fleet Admiral              | Admiral                                                 | Admiral                                                 | Admiral                                                 | Admiral                                                 | Admiral                                                 | Admiral                                                 | Vice Admiral                                   | Rear Admiral                                       | Commodore                                       | Captain               | Captain               | Commander            | Lieutenant Commander              | Lieutenant             | Lieutenant               | Lieutenant (junior grade)          | Lieutenant (junior grade)          | Lieutenant (junior grade)          | Lieutenant (junior grade)          | Lieutenant (junior grade)          | Lieutenant (junior grade)          | Ensign                              | Ensign                              | Ensign                              | Ensign                              | Ensign                              | Ensign                              | Midshipman/Officer Candidate      | Midshipman/Officer Candidate      | Midshipman/Officer Candidate    | Midshipman/Officer Candidate    |                             |                             |                 |
|                              | Cấp tướng                        | Cấp tướng                  | Cấp tướng                                               | Cấp tướng                                               | Cấp tướng                                               | Cấp tướng                                               | Cấp tướng                                               | Cấp tướng                                               | Cấp tướng                                      | Cấp tướng                                          | Cấp tướng                                       | Cấp tá                | Cấp tá                | Cấp tá               | Cấp tá                            | Cấp tá                 | Cấp úy                   | Cấp úy                             | Cấp úy                             | Cấp úy                             | Cấp úy                             | Cấp úy                             | Cấp úy                             | Cấp úy                              | Cấp úy                              | Cấp úy                              | Cấp úy                              | Cấp úy                              | Cấp úy                              | Cấp úy                            | Dự bị sĩ quan                     | Dự bị sĩ quan                   | Dự bị sĩ quan                   | Dự bị sĩ quan               | Dự bị sĩ quan               |                 |